# 浄照坊明春
浄照坊 明春（じょうしょうぼう みょうしゅん）は、戦国時代の本願寺の僧侶。

## 略歴
御堂衆としての活躍
浄照坊明春は天文4年（1535年）に御堂衆一老となり、本願寺儀式の執行に関して御堂衆を統括するばかりでなく、宗主証如に近侍して使者・取次・饗応など幅広い役掌を担った。
顕誓の赦免に尽力
享禄・天文の乱において破門、追放された顕誓が天文19年（1550年）赦免され、本願寺に帰参した際にはに浄照坊明春の個人的な尽力があったとされる。（『反古裏書」）